# Barry Rice
Barry Rice (...) è un botanico ex astronomo statunitense e coltivatore professionista di piante carnivore.

## Biografia
Prima di diventare noto per i suoi contributi sulle piante carnivore, Barry Rice era un astronomo.
Era impiegato come ricercatore presso lo Steward Observatory, dove il suo lavoro si concentrava sull'orientamento delle stelle  della Via Lattea.
La sua ricerca astronomica si focalizzava su un giovane raggruppamento galattico catalogato come NGC 2264.
Fu autore e coautore di pubblicazioni relative alla sua attività in campo astronomico.
In campo botanico, Barry Rice gestisce il sito web Sarracenia.com dove mantiene una sezione di FAQ ben dettagliata su molti argomenti relativi alle piante carnivore.
Egli è uno dei curatori della rivista della Società internazionale delle piante carnivore, la Carnivorous Plant Newsletter.
Lavora anche come specialista delle specie invasive all'interno del gruppo di lavoro "Global Invasive species Team".
Le ricerche in corso vertono sullUtricularia e la sua distribuzione negli stati occidentali degli USA.
Un altro progetto in corso riguarda l'impollinazione della Darlingtonia californica.

## Opere principali
- In campo botanico:
  - Growing Carnivorous Plants, Timber Press, 2006, ISBN 0-88192-807-0.[4]
- In campo astronomico:
  - The Dusty Environment of the Young Galactic Cluster NGC 2264,
  - A Calibrated System for Low Resolution Spectral Classification,
  - The Structure and Kinematics of Bipolar Outflows: Observations and Models of the Monoceros R2 Outflow.